# Coelophoris sogai
Coelophoris sogai là một loài bướm đêm trong họ Noctuidae.